# دومينغو كرسبو
دومينغو كرسبو هو سياسي أرجنتيني، ولد في 1793 في سانتا في في الأرجنتين، وتوفي بنفس المكان في 1871. نشط حزبياً في Federalist Party (Argentina) ‏.